# José Mario Ruiz Navas
José Mario Ruiz Navas (20 de julho de 1930 – 10 de dezembro de 2020) foi um arcebispo católico equatoriano.
Ruiz Navas nasceu no Equador e foi ordenado ao sacerdócio em 1954. Ele serviu como bispo da Diocese Católica Romana de Latacunga, no Equador, de 1968 a 1989 e depois como bispo e arcebispo da Arquidiocese Católica Romana de Portoviejo, também no Equador, de 1989 a 2007.